# Casino municipal de Cannes
Ne doit pas être confondu avec Casino Palm Beach.
Le Casino municipal de Cannes est un lieu de divertissement commandité par le conseil municipal de Cannes, construit sur les plans de l'architecte Camille Mari et inauguré le 28 janvier 1907. Il est démoli en 1979 et remplacé par un établissement de jeux intégré au Palais des festivals et des congrès de Cannes.

## Historique
Après l'insuccès du Casino des Fleurs de la rue Montfleury construit en 1888 par Louis Hourlier et abandonné dix ans plus tard, les cannois et les hivernants souhaitent voir la création d'un établissement pour le théâtre, la musique et les jeux. À l'extrémité de la Croisette, longeant le Vieux-Port et la jetée Albert-Edouard inaugurée par le Prince de Galles en 1898, le terrain se présente en 1905 comme un vaste espace de plus de 10 000 m2 vide de toute construction face au square Mérimée. Il est acquis par la commune auprès des Domaines. Le choix de la Croisette provoque la colère des habitants qui voient se dresser sur leur plage une verrue disgracieuse. Une pétition est lancée le 17 mai 1898. Parmi les signataires se trouvent le Grand-duc Michel de Russie et le Prince de Galles ainsi que des notables cannois. L'aristocratie craint de voir se développer une société équivoque qui bouleversera ses habitudes. Aucun des huit projets élaborés à partir de 1899 n'aboutit, en partie à cause de l'opposition du grand duc Michel de Russie, inquiet pour la moralité publique.
Le conseil municipal de Cannes accorde la concession d'un nouvel établissement le 5 avril 1905 à Henry Ruhl. Le casino est construit sur les plans de l'architecte Camille Mari et inauguré le 28 janvier 1907 par André Capron, maire de Cannes, en présence de dignitaires de la colonie étrangère dont le grand-duc Michel. La Société d'exploitation de Casinos et Hôtels Henri Ruhl & Cie devient propriétaire du Casino municipal de Cannes en 1911 et annonce une progression des bénéfices de 370 000 francs pour l'exercice 1908-1909 à 480 000 francs pour 1910-1911 et envisage au moins 600 000 francs pour 1911-1912. L'établissement est agrandi la même année. Le reste du terrain non bâti devant le Casino, actuelle esplanade Georges-Pompidou, prend le nom de place du Casino puis d'esplanade des Alliés.

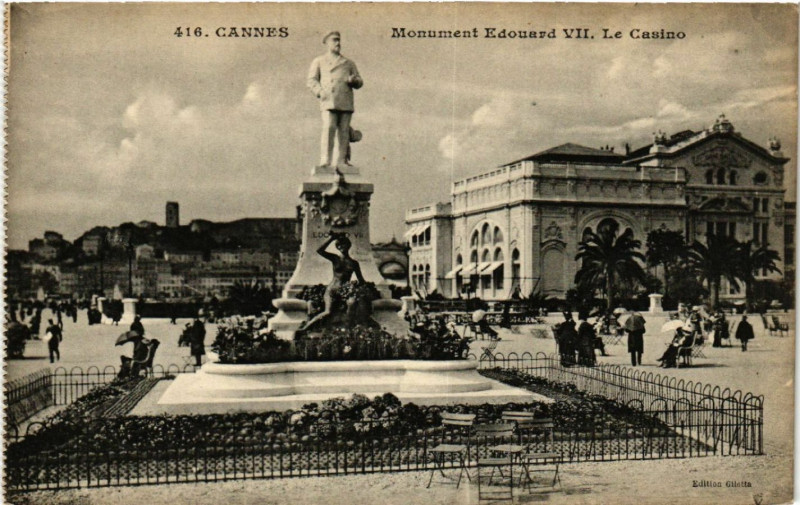
Monument à Édouard VII vers 1912.

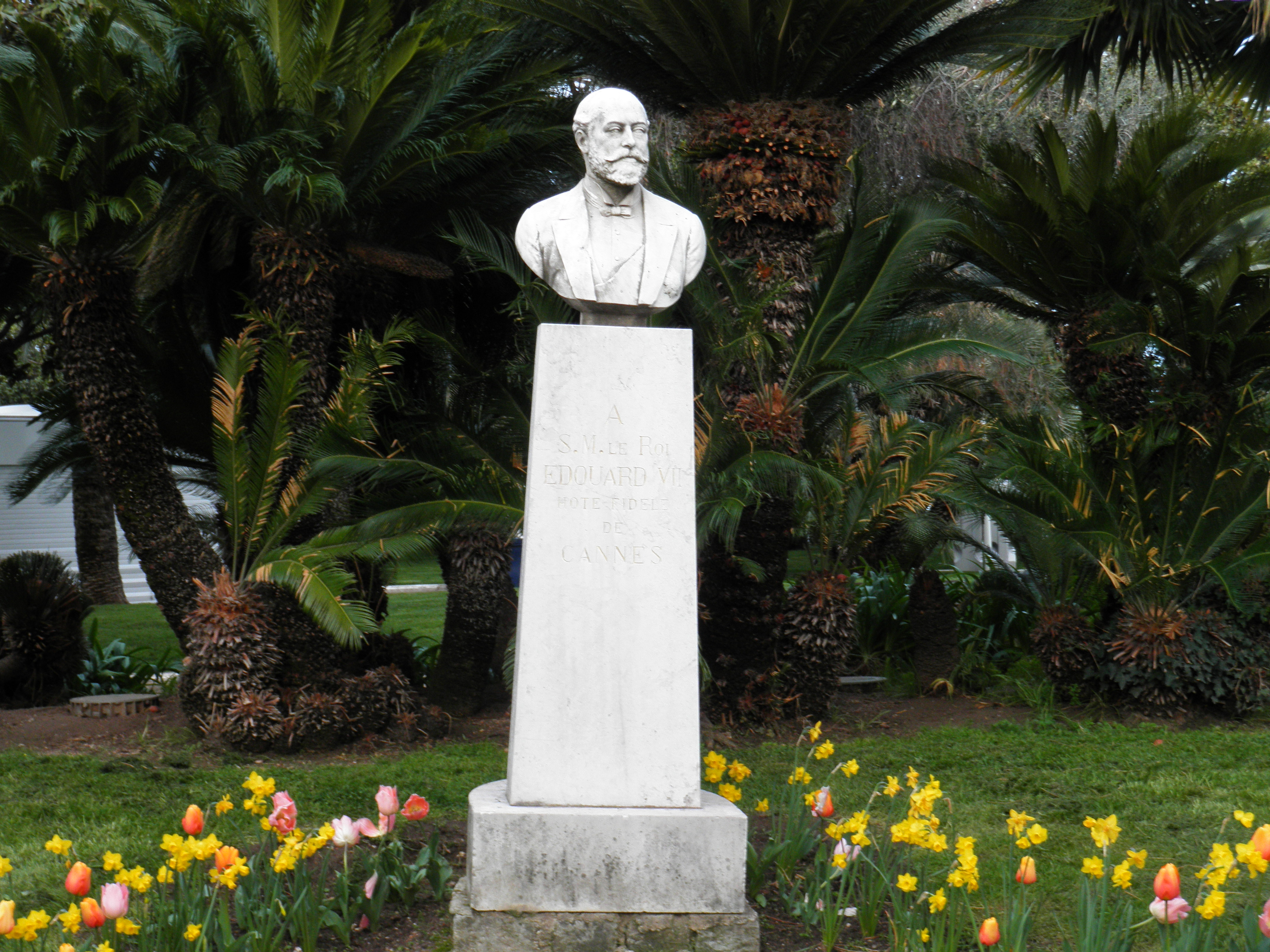
Buste d’Édouard VII.

Le 13 avril 1912, la statue en pied d'Edouard VII, réalisée en marbre blanc par le sculpteur Denys Puech, est inaugurée sur l'esplanade des Alliés en présence de Raymond Poincaré, Joseph Gazagnaire, maire de Cannes, le grand-duc Michel de Russie, sir Francis Bertie, ambassadeur, Théophile Delcassé, Alexandre Millerand, Paul Deschanel, Honoré Sauvan, sénateur, maire de Nice, etc. Détruite en 1943, elle est remplacée par un buste réalisé à l'identique et inauguré en 1952 dans le square Reynaldo-Hahn.
Durant la guerre de 1914-1918, le Casino municipal est transformé en hôpital militaire.
En 1919, la Société fermière du casino municipal de Cannes est créée avec à sa tête Eugène Cornuché. Le Casino est à nouveau agrandi et transformé. Succédant à Eugène Cornuché en 1926, François André, oncle de Lucien Barrière, dirige le Casino sans discontinuer jusqu'en 1962, Lucien Barrière en assurant la gestion jusqu'aux années 1980.
En 1930 l'architecte niçois Roger Séassal entreprend sa modernisation complète. Il reconstruit le hall et la salle de boule mais la seconde tranche qui devait voir la reconstruction du théâtre n'est pas menée à bien,.
En 1939, le hall du Casino municipal est transformé pour accueillir le premier Festival international de cinéma. Du matériel de projection et de sonorisation et mille fauteuils sont achetés. La location des places est lancée, Le festival est programmé du 1er au 20 septembre, la décoration est refaite, tout est prêt. La déclaration de guerre le 3 septembre stoppe net les festivités. Une seule projection est réalisée. Coût de l'opération : 205 000 francs. Il faut attendre la Libération pour que le Casino municipal voie le véritable premier Festival international du Film se dérouler en son sein du 20 septembre au 5 octobre 1946. Le Festival suivant a lieu au Palais Croisette qui remplace le Cercle nautique.
Le Casino municipal est démoli en 1979 pour être remplacé par le Palais des festivals et des congrès de Cannes, surnommé le « bunker » en raison de sa forme, construit en 1982 sur son emplacement, conservant un casino en son sein, en remplacement du Palais Croisette qui avait lui-même remplacé le Cercle nautique.

## Activités

### Spectacles
Outre ses salles de jeux et son Grand Cercle, le Casino comporte un théâtre de huit cents places, un restaurant, les Ambassadeurs, un jardin d'hiver, un salon de lecture, un salon-fumoir, une salle d'hydrothérapie et un jardin. Toutes les fêtes de la saison se déroulent au Casino : kermesses, expositions, remises de récompenses, bals, soirées de bienfaisance. Au théâtre sont présentés de nombreuses comédies, des spectacles de danse, des opéras, des opérettes et des concerts symphoniques donnés par l'Orchestre du Casino,.
Le 6 janvier 1922, Aristide Briand, présent à Cannes pour la réunion des ministres chargée de la question des réparations de guerre, assiste à une représentation théâtrale au Casino.
Le 4 avril 1930, à l'occasion des Fêtes latines de Cannes, une conférence sur un voyage en Amérique du Sud, accompagnée d'airs, de chants et de danses sud-américaines, et suivie de la présentation d'un film inédit est donnée au Casino municipal.
Le 5 avril 1930, à l'occasion de l'inauguration de la statue de Frédéric Mistral au square Brougham, œuvre du sculpteur Victor Tuby, une représentation de Mireille, opéra de Charles Gounod d'après l'œuvre du poète, est donnée au Casino municipal.
Le premier festival du film devait se tenir au Casino en 1939 mais fut annulé du fait de la déclaration de la guerre. La première session à avoir lieu, en 1946, est organisée au Casino municipal dans l'attente de la construction du Palais Croisette sur l'emplacement du Cercle nautique.

## Architecture
Le Casino municipal est conçu sur un plan et une volumétrie composites et dissymétriques dans un style éclectique à tendance baroque avec perron, porche, marquise, corps en arrondi, balconnet, balustrade, arc en plein-cintre, corniche, balustrade de couronnement et tour. Ses deux étages carrés sont construits, sur un rez-de-chaussée surélevé au-dessus d'un sous-sol, en pierre artificielle, maçonnerie, enduit et béton armé, sur un remblai. Ses élévations à travées sont ordonnancées au droit d'un jardin de niveau. La couverture est composée d'un toit en pavillon de tuiles plates mécaniques et zinc, d'un lanterneau, d'un dôme et d'une terrasse en ciment.
Au-delà du porche précédé d'une marquise, un vaste hall à l'italienne ouvre sur le restaurant, les salles de jeu et le théâtre. Celui-ci se compose d'un parterre et de trois balcons avec des loges d'avant-scène. Les salles sont ornées de gypseries. Les ornements sont de forme végétale ou géométrique et d'ordre dorique. L'escalier dans-œuvre est un escalier tournant à retours avec jour en maçonnerie. Le bâtiment est équipé d'un ascenseur. Il est entouré d'un jardin paysager et d'un jardin régulier en demi-cercle sur le remblai. Une partie du sous-sol couverte en terrasse d'agrément. Les agrandissements ont dénaturé la volumétrie d'origine tout en élargissant l'ouverture vers la mer.
La municipalité communique les détails du projet au journal Le Littoral qui les publie dans ses colonnes les 30 octobre et 6 novembre 1905 :

« Le casino municipal […] sera construit perpendiculairement à la Jetée Albert-Edouard, le plus possible au Nord du terrain acquis par la ville de Cannes de l'administration des Domaines. 
La courbe que forme, à cet endroit, le boulevard de la Croisette permettra de réserver devant l'entrée un vaste dégagement pour le défilé des équipages. 
Au Midi du bâtiment sera établi un jardin, dont la situation exceptionnellement abritée sera d'un attrait bien vif pour nos hivernants. La légère silhouette du Casino ne pourra masquer la vue du Mont Chevalier, et comme on l'a craint, dénaturer le si joli paysage de notre port. 
Les plans […] sont simplement distribués. A l'Est et à l'Ouest d'un vaste hall s'ouvrent les diverses pièces nécessaires à l'exploitation. 
Le Hall est d'une superficie d'environ cinq cents mètres carrés ; il est précédé, au Nord, d'un vaste péristyle auquel on accède par une douzaine de marches. Cette surélévation d'environ deux mètres au-dessus du Boulevard a pour but, d'abord de donner une base au monument, ensuite de permettre la hauteur indispensable aux dessous de la scène, limitée en profondeur par le voisinage de la mer. Le hall est continué au Midi par une galerie vitrée donnant sur une terrasse reliée au jardin par quelques marches. On pourra, de cette galerie, jouir du panorama par tous les temps. 
Sur le petit axe du hall s'ouvrent, à l'Est, la salle de théâtre, à l'Ouest, les salons de jeux. 
Le parterre du théâtre, de plain-pied avec le hall, aura une surface d'environ trois cents mètres carrés. 
Deux étages de loges seront desservis par de larges escaliers intérieurs. Une galerie en amphithéâtre destinée aux places populaires formera l'Etage supérieur ; on y accèdera par un vaste escalier dont l'entrée sera tout à fait indépendante de celle du hall, bien que s' ouvrant aussi sur la Croisette […] 
Le théâtre pourra contenir environ neuf cents spectateurs […]
Les loges en demi-stalles seront très aérées. De vastes dégagements ont été prévus pour le cas d'incendie […] »

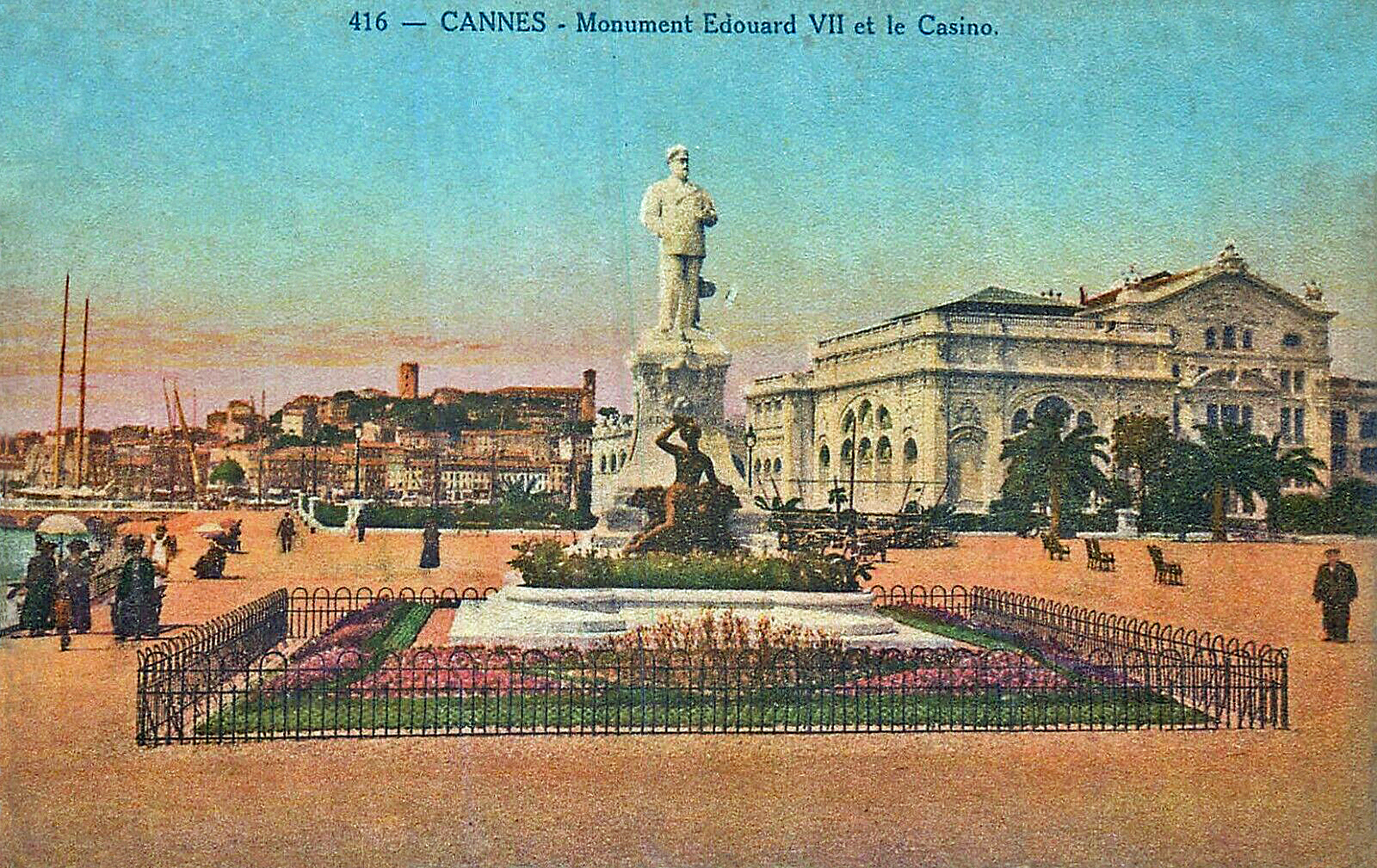
1910
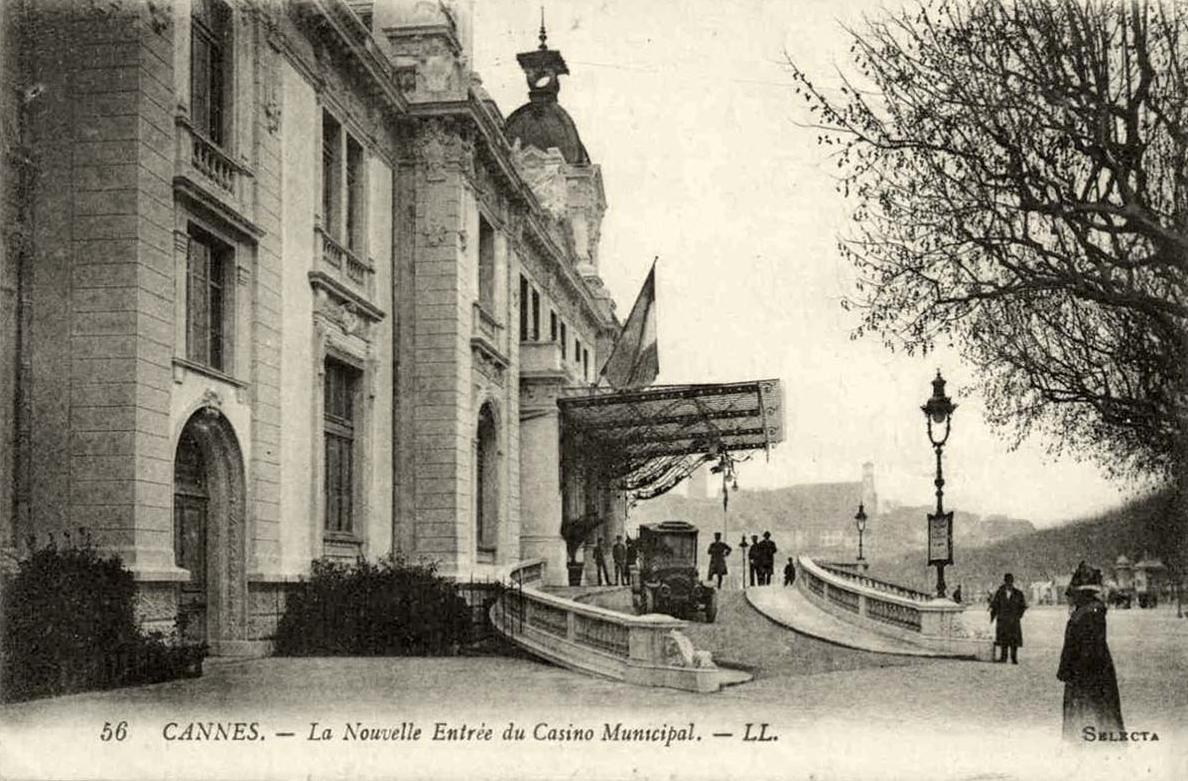
1910
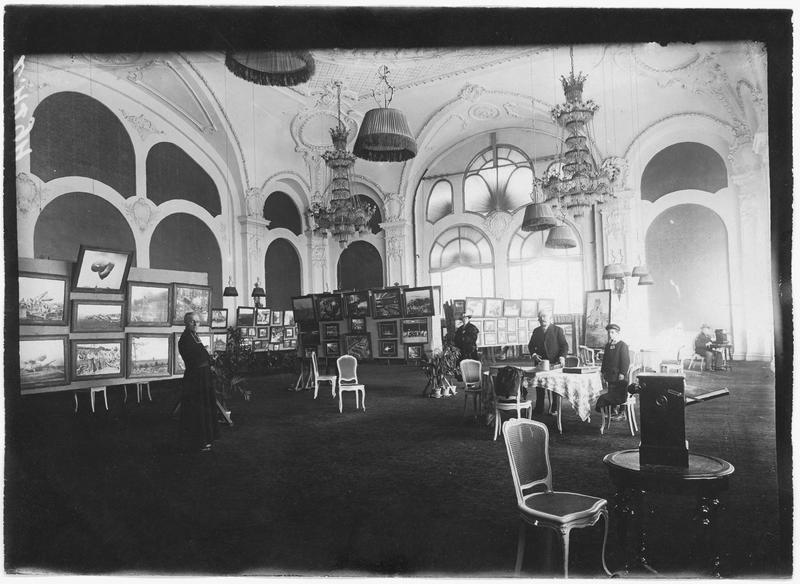
1917
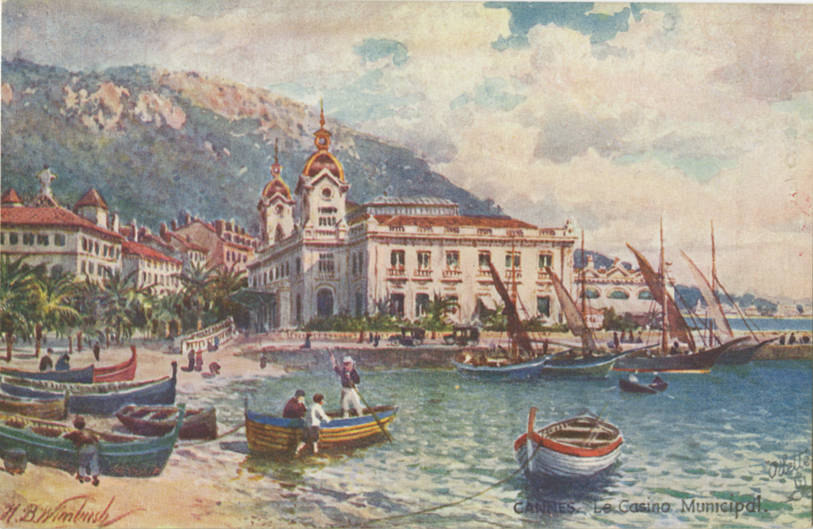
1934

« […] C’est sur le même côté est du hall que s’ouvrira la salle de restaurant qui aura les dimensions de celle de l'hôtel Ritz, place Vendôme, à Paris […] 
Elle sera complétée, au midi, par un vaste jardin d’hiver ; à l’est, l’office, toilettes et w.-c. particuliers à la salle de restaurant. Des monte-plats et escalier de service y relieront la salle aux cuisines du sous-sol. 
A l’ouest s’ouvrira, dans l’axe du hall, la salle des jeux qui sera précédée au midi par la salle de café du jardin d’hiver en symétrie de celui du restaurant. 
Au nord de cette salle de jeux sera le salon de lecture, séparé des pièces plus bruyantes par un dégagement assez vaste qui servira également d’accès aux toilettes des dames, situées en sous-sol […] Les cabinets de toilette pour les hommes seront également aux sous-sol, mais ouvriront sur la face opposée du hall, près des vestiaires, qui donneront sur le péristyle à l’est de celui-ci. 
À l’ouest de ce péristyle sera l’escalier du Cercle et de l’administration. Cette dernière et le logement du directeur occuperont, au premier étage, le corps du bâtiment couvrant le péristyle. 
Le Cercle occupera l’aile ouest tout entière. Une vaste antichambre sur laquelle se dégageront les vestiaires, toilettes, salons de lecture et de correspondance et la grande salle des jeux divers sera aménagée. 
De plus, la galerie vitrée qui est au midi du hall se répètera au premier étage ; un monte-plats la desservira, venant de la caféterie ; ce sera la salle des consommations et le fumoir du Cercle, traités sans doute en bar américain. 
Cette galerie reliera, en outre, la salle des jeux de l’aile ouest à la salle de baccara, qui aura les belles dimensions de la salle de restaurant qu’elle surmontera. Ces salles, en plein midi, jouiront d’une vue splendide. 
Dans le sous-sol, outre les vastes cuisines, caféteries et dépendances, les toilettes, se trouvera une salle d’escrime avec entrée indépendante par les jardins, vestiaire, salle d’hydrothérapie, etc. 
Le chauffage sera assuré par un générateur produisant de la vapeur à basse pression. 
Le jardin sera disposé et planté de façon à ne gêner en rien les terrasses et les salons du midi qui devront jouir de la vue sur la mer, les îles et l’Estérel et recevoir sans obstacle, les bienfaisants rayons de notre soleil […] »

- 1910
- 1910
- 1917
- 1934

## Protection du patrimoine
Le Casino municipal de Cannes s'insère avec le Palais des festivals et des congrès de Cannes qui lui a succédé à cet emplacement, tout comme le Cercle nautique et le Palais Croisette, dans l'ensemble du front de mer dit boulevard de la Croisette inscrit à l'inventaire général du patrimoine culturel au titre du recensement du patrimoine balnéaire de Cannes.